# Igor Kszynin
Igor Iwanowicz Kszynin (ros. Игорь Иванович Кшинин; ur. 13 lipca 1972) – rosyjski bokser, złoty medalista mistrzostw Europy w roku 1993, reprezentant Rosji na Letnich Igrzyskach Olimpijskich 1996 w Atlancie. Dwukrotnie reprezentował Rosję na mistrzostwach świata w roku 1995 i 1997, wicemistrz Rosji w kategorii ciężkiej z roku 1999.

## Kariera
We wrześniu 1993 zdobył złoty medal na Mistrzostwach Europy 1993 w Bursie. W 1/8 finału pokonał przed czasem reprezentanta Słowacji Michala Romana, zwyciężając przed czasem w trzeciej rundzie. W ćwierćfinale pokonał walkowerem Litwina Jonasa Dambrauskasa, awansując do półfinału kategorii półciężkiej. W półfinale pokonał Ukraińca Rostysława Zaułycznego, a w finale reprezentanta Turcji Sinana Şamila Sama.
W lipcu 1994 był uczestnikiem Igrzysk Dobrej Woli 1994 w Petersburgu. W ćwierćfinale przegrał z reprezentantem Turcji Yusufem Öztürkiem. W maju 1995 był uczestnikiem Mistrzostw Świata 1995 w Berlinie. W 1/16 finału zmierzył się z Ukraińcem Witalijem Kłyczką, któremu uległ już w pierwszej rundzie. Na mistrzostwach świata w roku 1997 doszedł do 1/8 finału, w którym przegrał z Kubańczykiem Félixem Savónem.
W maju 1996 zwyciężył w turnieju Multi Nations 1996, wygrywając w kategorii ciężkiej. W finale pokonał na punkty (12:1) Łotysza Romānsa Kukļinsa.
Na Letnie Igrzyska Olimpijskie 1996 w Atlancie rywalizował w kategorii ciężkiej. W 1/16 finału zmierzył się z reprezentantem Egiptu Mustafą Amru, pokonując go na punkty (17:4). W 1/8 finału zmierzył się z reprezentantem Niemiec Luanem Krasniqim, ulegając mu na punkty (2:10). W klasyfikacji końcowej kategorii ciężkiej zajął 9 miejsce.